# Fontmell Magna
Fontmell Magna est un village et une paroisse civile du Dorset, en Angleterre. Il est situé dans le nord du comté, à 8 km au sud de la ville de Shaftesbury, dans la région naturelle du Blackmore Vale (en). Administrativement, il relève du district du North Dorset. Au recensement de 2011, il comptait 734 habitants.

## Étymologie
Fontmell provient d'un nom de rivière d'origine celtique désignant un cours d'eau près d'une colline dénudée. Il est attesté sous la forme Fontemale dans le Domesday Book, à la fin du XIe siècle. Le suffixe Magna, qui signifie « grand » en latin, apparaît ultérieurement pour distinguer ce village de la localité voisine de Fontmell Parva (du latin parva « petit »).